# Ikarus 280E
L'Ikarus 280E è un modello di filobus articolato realizzato in Polonia negli anni '90, per trasformazione del corrispondente modello di autosnodato (Ikarus 280).
Il modello filoviario costruito in Ungheria a partire dagli anni '80 e diffuso in vari paesi dell'Europa orientale è denominato Ikarus-Ganz 280T.

## Caratteristiche
È un veicolo a tre assi lungo quasi 17 metri con guida a sinistra, 4 porte a libro, grande parabrezza rettangolare diviso in due parti, costruito dalla Ikarus.

## Diffusione
Il modello era presente principalmente nelle aziende di trasporto di  Gdynia (PKT) che ne ha accantonato uno; qualche esemplare circolava a Lublino ed a Słupsk.